# Кастелнуово Рангоне
Кастелнуо̀во Ранго̀не (на италиански: Castelnuovo Rangone, на местен диалект Castelnôv, Кастелнов) е град и община в северна Италия, провинция Модена, регион Емилия-Романя. Разположен е на 76 m надморска височина. Населението на общината е 14 329 души (към 2012 г.).